# Konohanasakuyahime

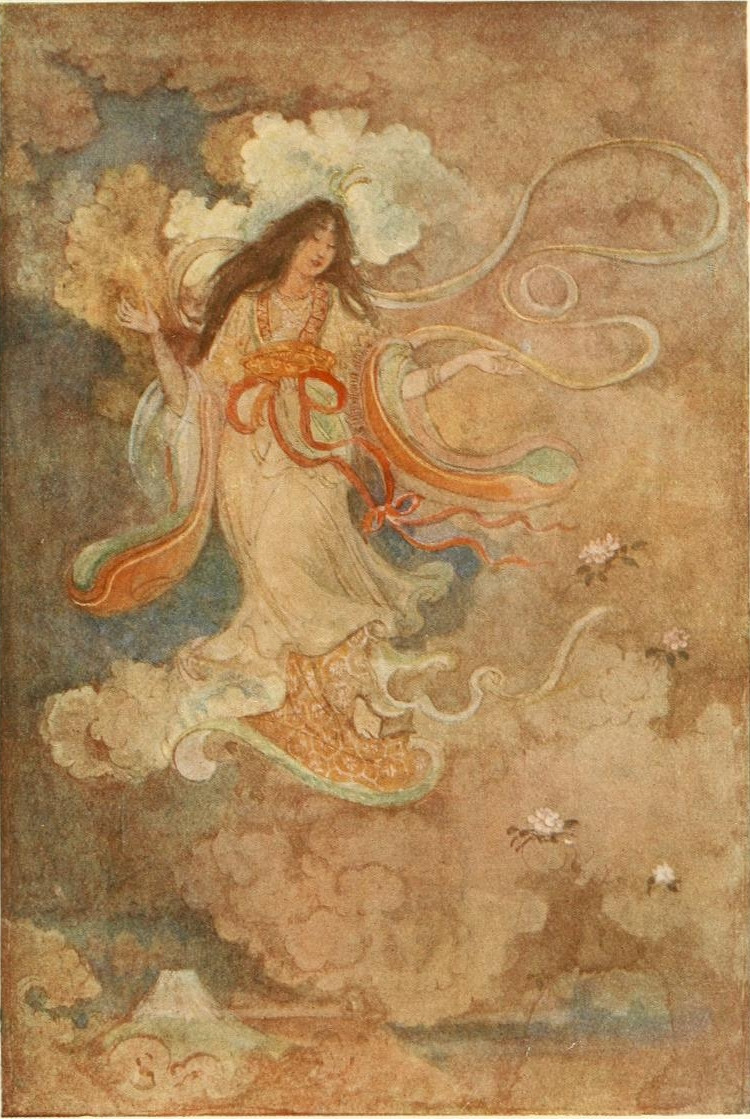
Konohanasakuyahime

Kono-Hana-Sakuya-Hime ("blomsterprinsessan") var i japansk mytologi berget Fujis, vulkanernas och blomstringens gudinna. Hon var en symbol för livet och den som fick växterna att blomma.
Hon var dotter till Ōyamatsumi och maka till Ninigi. Två av deras tre söner var Hoderi och Hoori.
När Ninigi bad om hennes hand föreslog Ōyamatsumi istället sin äldre dotter Iha-Naga. Ninigi höll dock fast vid sin utvalda och fick också äkta henne. Deras äktenskap blev dock inte lyckigt: Ninigis svartsjuka gjorde att Kono-Hana drog sig tillbaka till skogen. Hon dog i lågorna efter att ha satt sin hydda i brand.